# Capnia naraiensis
Capnia naraiensis is een steenvlieg uit de familie Capniidae. De wetenschappelijke naam van de soort is voor het eerst geldig gepubliceerd in 1957 door Kawai.